# سهره یمنی
سهره یمنی (نام علمی: Crithagra menachensis) یکی از گونه‌های سهره از تیرهٔ سهرگان (Fringillidae) است که در عمان، عربستان سعودی و یمن یافت می‌شود.